# Suite PreCure
Suite Pretty Cure♪ (スイート プリキュア Suīto PuriKyua♪?) es una serie de anime japonés y la octava temporada del anime Futari wa Pretty Cure de Toei Animation, que se estrenó en Japón el 6 de febrero del 2011 en TV Asahi, para sustituir a HeartCatch PreCure!, la séptima temporada de Pretty Cure. Esta serie es una historia alterna a las siete temporadas anteriores de Pretty Cure.

## Argumento
Hibiki y Kanade son dos amigas que crecieron juntas en la ciudad de Kanon. Sus personalidades son muy diferentes, pero comparten una cosa en común: una conexión a la música. No importa lo diferentes que sean o lo mucho que discutan, las dos siguen compartiendo corazones llenos de amor. Un día aparece Hummy, que es enviado al mundo humano desde Major Land para recoger las notas dispersas de la Melodía de la Felicidad. Ellas tienen que transformarse instantáneamente en las nuevas Pretty Cure para resistir las amenazas y la música malvada de Mephisto. ¿Podrán detener la Melodía del Dolor que irrumpe en su tranquilo pueblo o verán su amistad rota por la causa de las Pretty Cure?

## Personajes

### Pretty Cure
Hibiki Hojo (北条 響 Hojo Hibiki?)  / Cure Melody (キュアメロディ Kyua Merodī?)
Seiyū: Ami Koshimizu
Hibiki es una joven de 14 años con una mente para nada brillante. Aunque con condiciones físicas excelente, destaca en todos los deportes que practica, aunque no todo es perfecto, en su vida estudiantil las cosas no parecen ir de la mejor forma. A pesar de que su padre es un talentoso profesor de música y su madre una destacada violinista, Hibiki piensa no tener talento para la música.
Sin embargo, ella puede distinguir cada nota de música de una manera perfecta, dado que fue concebida con un oído absoluto (habilidad de identificar una nota por su nombre sin la ayuda de una nota referencial). También le gusta comer cosas dulces, en particular, las tortas en la tienda de la familia Kanade. Cuando se transforma en Cure Melody su color del vestido es el rosa claro. Ella se presenta con la siguiente introducción: “Tocando una melodía furiosa, Cure Melody” (Tsumabiku arabu shimabe, Kyua Merodī!). Su color de tema es el rosa.
Kanade Minamino (南野 奏 Minamino Kanade?)  / Cure Rhythm (キュアリズム Kyua Rizumu?)
Seiyū: Miina Tominaga
Es una chica tranquila de aproximadamente 14 años. Kanade es una excelente estudiante pero muy mala para los deportes. Sus excelentes calificaciones y personalidad la hacen una especie de celebridad en su escuela. Es una chica muy madura aunque muchas veces extraña y difícil de comprender.
Cuando crezca, tiene como sueño convertirse en chef de pastelería para hacerse cargo de la tienda de sus padres, la pastelería "Lucky Spoon". Además de ser amante de los gatos ella siente un gran cariño por Hummy. Cuando se transforma en Cure Rhythm su color del vestido es el blanco. Ella se presenta con la siguiente introducción: “Tocando una melodía graciosa, Cure Rhythm” (Tsumabiku wa taoyaka na shirabe, Kyua Rizumu!). Su color de tema es el blanco.
Siren (セイレーン Seirēn?)  / Ellen Kurokawa (黒川エレン Kurokawa Eren?)  / Cure Beat (キュアビート Kyua Bīto?)
Seiyū: Fumiko Orikasa
Siren originalmente es una gata proveniente de la Tierra Mayor y quien se unió a la Tierra Menor. Siren solía ser amiga de Hummy pero la traicionó, y puede convertirse en una humana, tomando el nombre de Ellen Kurokawa. Sin embargo, sus sentimientos de aprecio por Hummy en el fondo hacen que ella, por proteger a su amiga de sus compañeros, se convierta  en Cure Beat en el episodio 21, uniéndose a las Pretty Cure. Utiliza para transformarse a Lary y para atacar a Sory. Cuando se transforma en Cure Beat su color del vestido es el azul. Ella se presenta con la siguiente introducción: “Tocando una melodía enternecedora, Cure Beat” (Tsumabiku wa tamashii no shirabe, Kyua Bīto) Su color de tema es el azul.
Ako Shirabe (調辺 アコ Shirabe Ako?)  / Cure Muse (キュアミューズ Kyua Myūzu?)
Seiyū: Yuri Shiratori
Ako es la mejor amiga del hermano menor de Kanade, es un poco seria y a veces llega a ser insolente. En el episodio 35 se revela que ella es Cure Muse, la heroína enmascarada que ayudaba a Cure Melody, Cure Rhythm y luego a Cure Beat, además de ser la hija de Afrodita y Mephisto. Antes de ser descubierta usaba un traje y capa negros además de una máscara oscura con tonos azules y rosado en el contorno, después usa un vestido amarillo y su Fairy Tone es Dodori. Sus colores temáticos es el amarillo.

### Tierra Mayor
Hummy (ハミィ Hamī?)
Seiyū: Kotono Mitsuishi (Temporada 1) Azumi Asakura (Temporada 2-3)
Hummy es una gata que es "Hada de la música" y el socio de Kanade y Hibiki. Ella es la cantante de la "Melodía de la felicidad" desde hace 3 años, que intenta oponerse a Mephisto. Ella es enviada al mundo humano para buscar y recoger las notas dispersas de la "Melodía de la felicidad" hasta que conoció a Kanade y Hibiki, ella es capaz de usar la magia aplaudiendo sus manos, que se utiliza para purificar las cosas que se transformaron en Negatones y fueron derrotados por las Pretty Cure. Ella también es capaz de usar su magia para recuperar los módulos Cure en caso de pérdida.
Hummy es muy amable y cercana a su amiga de la infancia, Siren. Incluso después de que Siren la traiciona a ella y a su país, nunca se la ve como enemigo y todavía intenta jugar con ella, que a menudo causa condiciones perjudiciales para las Pretty Cure.
Hadas del Tono (フェアリートーン Fearī Tōn?)
Seiyu: Mayu Kudo
Ocho hadas con forma de joya que provienen de Major Land. Otorgan a las Pretty Cure habilidades y poderes especiales cuando se insertan en los Módulos Cure y en los Campaneros Cure. También se encargan de recolectar las notas dispersas de la Melodía de la Felicidad. A excepción del Tono Crescendo, sus nombres se derivan de la escala Solfège. Las ocho hadas son: Dory (ドリー Dorī?), Rery (レリー Rerī?), Miry (ミリー Mirī?), Fary (ファリー Farī?), Sory (ソリー Sorī?), Lary (ラリー Rarī?), Shiry (シリー Shirī?) y Dodory (ドドリー Dodorī?).
Afrodita (アフロディテ Afurodite?)
Seiyū: Noriko Hidaka
Afrodita es la emperatriz del país Major Land y madre de Ako. Ella es la anfitriona del aniversario de la "Melodía de la Felicidad" y rezaba por todo el mundo hasta que advirtió las notas que fueron diseminadas por Mephisto. Le pide a Hummy marchar al mundo de los humanos para buscar a aquellas que se transformarán en las Pretty Cure que reunirán las notas esparcidas.
Crescendo Tone (クレッシェンドトーン Kuresshendo Tōn?)
Seiyū: Kumiko Nishihara
Una gran "Hada de los Sonidos" dorada, responsable de crear todos los sonidos del mundo y los demás Tonos de Hadas. Reside en el Cofre de Sanación místico.

### Tierra Menor
La Tierra Menor (マイナーランド Mainārando?) son los villanos de la serie. Es un grupo de villanos que buscan completar la nota de la tristeza, con el fin de despertar a su maestro y líder supremo, Noise, buscando un mundo de melancolía y tristeza como objetivos principales.
Noise (ノイズ Noizu?)
Seiyū: Ryūsei Nakao
Noise es un poderoso demonio parecido a un humano-pájaro y el principal antagonista de la serie, así como el verdadero líder de la Tierra Menor. Nacido del dolor colectivo de la humanidad. Él es responsable de convertir a Mephisto en malvado, ya que su canción lava el cerebro de quienes la escuchan. Desde que Otokichi selló a Noise en piedra, Falsetto ha estado tratando de revivirlo tocando la Melodía del dolor para absorber la energía de quienes la escuchan. Después de que Noise se libera de su sello al escuchar una Melodía del dolor incompleta, asume una forma de pollito que Ako llama P-chan (ピーちゃん), que usa para acercarse a las Cures y robar sus Notas. Sin embargo, pronto se descubre que es Noise después de intentar atacar a Otokichi. Resucita por completo una vez que se completa Melody of Sorrows y reanuda su ataque a Major Land, y después de absorber Bassdrum y Baritone, asume una forma más humana para dominar a los Cures. Sin embargo, los Cures logran purificar a Noise y luego renace de la alegría de la humanidad como un polluelo recién nacido.
Mephisto (メフィスト Mefisuto?)
Seiyū: Kenyu Horiuchi
Es el rey de Major Land, su suegro es Otochiki, su esposa es Afrodita y su hija es Ako Shirabe. Debido a que fue corrompido por la influencia negativa de Noise por buscar el Healing Chest en el Bosque Prohibido se volvió en un ser malvado, creó la tierra de Minor Land y reclutó a Siren y al Trío Menor. Fue purificado de la maldad por Cure Muse en el episodio 36 y volvió a su lugar como protector de la música en la Tierra Mayor.
Falsetto (ファルセット Faruseto?)
Seiyū: Tōru Nara
Uno de los ministros de Mephisto y miembro del terrible coro del "Trío Menor". El tenor del "Trio the Minor" que canta con una voz aguda y desafinada. Después de mejorar sus poderes, obtiene una audición mejorada y empuña un arma parecida a un látigo. Después de que Mephisto se libera del hechizo de Noise, se revela que Falsetto es un seguidor dispuesto de Noise, mientras se hace cargo de las operaciones de Minor Land para completar la resurrección de Noise. Después de asumir el liderazgo tras la purificación de Mephisto, convierte a los otros dos en monstruos que se asemejan a animales acuáticos.
Bassdrum (バスドラ Basudora?)
Seiyū: Atsushi Ono
Uno de los ministros de Mephisto y miembro del terrible coro del "Trío Menor". El bajo de "Trio the Minor" que canta con voz profunda y retumbante. Es el mayor de los tres y constantemente discute sobre tener derecho a fanfarronear como líder. Una vez mejorados sus poderes, adquiere un mayor sentido del olfato para encontrar notas. Después de que Falsetto asume el liderazgo, Bassdrum se convierte en un monstruo parecido a una rana. Más tarde es absorbido por Noise, pero revivido después de su derrota.
Baritone (バリトン Bariton?)
Seiyū: Yōhei Ōbayashi
Uno de los ministros de Mephisto y miembro del terrible coro del "Trío Menor". El barítono de "Trio the Minor" que canta con voz de tenor y de rango medio. Es el más sereno de los tres, pero bastante narcisista. Después de mejorar sus poderes, obtiene visión y telequinesis sobrehumanas. Después de que Falsetto asume el liderazgo, Baritone se convierte en un monstruo parecido a un pez.
Negatones (ネガトン Negaton?)
Seiyū: Yohei Obayashi
Los negatones son espíritus malvados que se meten en objetos y los transforman en objetos vivos y malvados, para pelear contra las Pretty Cure. Son similares a los Zakenna, Uzaina, Kowaina, Hoshiina y Desertrians de las temporadas anteriores.

### Otros personajes
- Dan Hojo (ホジョダン Hōjō Dan?): Tomoyuki Dan
- Maria Hojo (ホジョマリア Hōjō Maria?): Satsuki Yukino
- Sousuke Minamino (ミナミノソウスケ Minamino Sōsuke?): Tōru Ōkawa
- Misora Minamino (ミナミノミソラ Minamino Misora?): Yuka Imai
- Souta Minamino (ミナミノソタ Minamino Sōta?): Yumiko Kobayashi
- Otokichi Shirabe (シラベオトキチ Shirabe Otokichi?): Keiichi Sonobe
- Seika Higashiyama (イガシヤマセイカ Higaahiyama Seika?): Yoko Nishino
- Waon Nishijima (ニシジマワオン Nishijima Waon?): Yuko Gibu
- Masamune Ouji (オジマサムネ Ouji Masamune?): Hisafumi Oda
- Arisa (アリサ Arisa?) y Rena (レナ Rena?): Tomoko Nakamura (Arisa) y Yurin (Rena)

### Personajes Exclusivos de la Película
Howling (ハウリング Hauringu?)
Seiyu: Tesshō Genda
El principal antagonista de la película, Howling es un sirviente de Noise, quien también tiene la forma de un ave monstruosa como su creador. Howling posee a Aphrodita y corrompe la Tierra Mayor con ayuda de la Tierra Menor, buscando apoderarse del Legendary Score. Es expulsado del cuerpo de Aphrodita con ayuda de Mephisto y posteriormente es destruido por Cure Melody.

### Personajes Exclusivos de Pretty Cure All Stars DX3
Black Hole (ブラックホール Burakku Hōru?)
Seiyu: Kōichi Yamadera
El antagonista de la película, un ser malvado de caos, quien fue responsable de crear a los villanos de las dos anteriores películas de All Stars, Fusion y Bottom, además de regresarle la vida a los anteriores villanos de las películas de Pretty Cure hasta ese momento. Al final es destruido con el poder de la Flor Prisma.

### Personajes Exclusivos de la novela secuela
Vanish (ヴァニッシュ Vu~anisshu?)
El antagonista principal de la novela secuela. Un ente malvado y antiguo en forma de nube oscura que roba el sonido y es responsable de  la desaparición de las personas de la ciudad de Kanon. Posee el cuerpo de Hibiki en un intento de destruir el mundo, pero es detenido y destruido por las Pretty Cure.

## Objetos
- Módulos Cure: son objetos de transformación.
- Belltier Milagroso y Belltier Fantástico: son dos belltiers de ataque de Melody y Rhythm.
- Vara Guitarra de Amor: objeto de ataque de Cure Beat.
- Cofre Sanador: objeto de ataque.
- Hadas Tono: pequeñas hadas basadas en la escala musical.

## Ataques especiales

### Cure Melody
- Rondo Musical (ミュージックロンド Myūjikku Rondo?): Es un ataque con el Belltier Milagroso utilizando el Hada Tono Anaranjada, Miry.
- Arpegio del Corazón Milagroso (ミラクルハート・アルペジオ Mirakuru Hāto Arupejio?): El ataque de Cure Melody con el Belltier Milagroso en modo separado.

### Cure Rhythm
- Rondo Musical (ミュージックロンド Myūjikku Rondo?): Un ataque igual al de Melody, Rondo Musical, pero con el Belltier  Fantástico y usando a Fary.
- Piacere Fantástico (ファンタスティック・ピアチェーレ Fantasutikku Piachēre?): Un ataque con el Belltier Fantástico en modo separado.

### Cure Beat
- Barrera Ritmica

- Latido Sónico

- Bloqueo de Ritmo Sincero (ハートフル・ビート・ロック Haatofuru Biito Roku?): El ataque de Beat con la Vara Guitarra  de Amor en modo Vara del Alma. Usa el Hada Tono llamada Sory.

### Cure Muse
- Ducha Chispeante
- Círculo Luminoso

### Ataques en grupo
- Armonía Pasional (パッショナートハーモニー Passhonāto Hāmonī?): Por Melody y Rhythm al principio, luego Beat también lo realiza.

- Patada Armónica Suite (スイートハーモニーキック Suite Hāmonī Kiku?):

- Disparo Armónico (ハーモニーシュート Hāmonī Shutto?)

- Rondo Musical Súper Cuarteto (ミュージックロンド・スーパーカルテット Myūjikku Rondo Sūpā Karutetto?): Ataque con los Belltiers de Melody  y Rhythm en modo cruzado.

## Música
- Opening 1: La♪ La♪ La♪ Suite Pretty Cure ♪ (ラ♪ラ♪ラ♪スイートプリキュア♪)
- Opening 2: La♪ La♪ La♪ Suite Pretty Cure ♪ ~ Ver. ∞UNLIMITED∞ (ラ♪ラ♪ラ♪スイートプリキュア♪ ~ ∞UNLIMITED∞)
- Ending 1: Wonderful ↑ Powerful ↑ Music‼ (ワンダフル↑パワフル↑ミュージック！)
- Ending 2: #Kibou Rainbow# (#キボウレインボウ#)